# The Boldons
The Boldons är ett samhälle i Storbritannien.   Det ligger i distriktet South  Tyneside i Tyne and Wear iriksdelen England, i den centrala delen av landet, 400 km norr om huvudstaden London. The Boldons ligger 53 meter över havet och antalet invånare är 13 567.
Terrängen runt The Boldons är platt. Runt The Boldons är det mycket tätbefolkat, med 1 956 invånare per kvadratkilometer. Närmaste större samhälle är Sunderland, 6,2 km sydost om The Boldons. I omgivningarna runt The Boldons växer i huvudsak blandskog.